# Великоблаговіщенська сільська рада
Великоблагові́щенська сільська́ ра́да — адміністративно-територіальна одиниця та орган місцевого самоврядування в Горностаївському районі Херсонської області. Адміністративний центр — село Велика Благовіщенка.

## Загальні відомості
Великоблаговіщенська сільська рада утворена в 1943 році.
- Територія ради: 103 км²
- Населення ради: 1 310 осіб (станом на 2001 рік)

## Населені пункти
Сільській раді були підпорядковані населені пункти:
- с. Велика Благовіщенка
- с. Василівка
- с. Новоєлизаветівка

## Склад ради
Рада складалася з 16 депутатів та голови.
- Голова ради: Павлюченкова Людмила Вікторівна
- Секретар ради: Власюк Світлана Миколаївна

### Керівний склад попередніх скликань
| Прізвище, ім'я, по батькові     | Основні відомості                                                         | Дата обрання | Дата звільнення |
| ------------------------------- | ------------------------------------------------------------------------- | ------------ | --------------- |
| Павлюченкова Людмила Вікторівна | Сільський голова, 1961 року народження, освіта вища, член Народної партії | 26.03.2006   | 31.10.2010      |
| Павлюченкова Людмила Вікторівна | Сільський голова, 1961 року народження, освіта вища, член Народної партії | 31.10.2010   |                 |

Примітка: таблиця складена за даними сайту Верховної Ради України

### Депутати
За результатами місцевих виборів 2010 року депутатами ради стали:

#### За суб'єктами висування
| Суб'єкт висування                                       | Кількість обраних депутатів | %    |
| ------------------------------------------------------- | --------------------------- | ---- |
| Партія регіонів                                         | 6                           | 37,5 |
| Комуністична партія України                             | 5                           | 31,3 |
| Політична партія Всеукраїнське об'єднання «Батьківщина» | 2                           | 12,5 |
| Самовисування                                           | 2                           | 12,5 |
| Народна партія                                          | 1                           | 6,3  |

#### За округами
| № округу                                                | Прізвище, ім'я, по батькові      | Дата визнання обраним | Освіта  | Партійна приналежність                        | Відомості про обраного депутата                                    |
| ------------------------------------------------------- | -------------------------------- | --------------------- | ------- | --------------------------------------------- | ------------------------------------------------------------------ |
| Комуністична партія України                             |                                  |                       |         |                                               |                                                                    |
| 1                                                       | Шпонька Володимир Васильович     | 02.11.2010            | середня | член Комуністичної партії України             | одноосібник                                                        |
| 3                                                       | Стешенко Віталій Анатолійович    | 02.11.2010            | середня | член Комуністичної партії України             | ЗАТ «Фрідом Фарм Інт.», охоронець                                  |
| 6                                                       | Калашник Володимир Володимирович | 02.11.2010            | середня | член Комуністичної партії України             | пенсіонер                                                          |
| 11                                                      | Котолюба Олена Андріївна         | 02.11.2010            | вища    | член Комуністичної партії України             | Магазин «Юлія», приватний підприємець                              |
| 12                                                      | Запорожець Лідія Миколаївна      | 02.11.2010            | вища    | член Комуністичної партії України             | Великоблаговіщенська загальноосвітня школа, вчитель                |
| Народна Партія                                          |                                  |                       |         |                                               |                                                                    |
| 2                                                       | Жужа Антоніна Михайлівна         | 02.11.2010            | вища    | член Народної партії                          | Великоблаговіщенська сільська рада, землевпорядник                 |
| Партія регіонів                                         |                                  |                       |         |                                               |                                                                    |
| 4                                                       | Андрющенко Лідія Сергіївна       | 02.11.2010            | середня | позапартійна                                  | Великоблаговіщенська загальноосвітня школа, вчитель                |
| 5                                                       | Руденко Юрій Вікторович          | 02.11.2010            | середня | член Партії регіонів                          | ТОВ «Юг-Транс», водій                                              |
| 9                                                       | Стешенко Анатолій Іванович       | 02.11.2010            | середня | позапартійний                                 | ТОВ «Юг-Транс», водій                                              |
| 13                                                      | Стешенко Юрій Іванович           | 02.11.2010            | середня | позапартійний                                 | одноосібник                                                        |
| 14                                                      | Кістрінь Віталій Миколайович     | 02.11.2010            | середня | позапартійний                                 | ТОВ "ТД «Горностаївський агрохім», механізатор                     |
| 15                                                      | Ткаліч Анатолій Вікторович       | 02.11.2010            | вища    | член Партії регіонів                          | ТОВ "ТД "Горностаївський агрохім, агроном                          |
| Політична партія Всеукраїнське об'єднання «Батьківщина» |                                  |                       |         |                                               |                                                                    |
| 8                                                       | Чубукіна Діна Григорівна         | 02.11.2010            | середня | член Всеукраїнського об'єднання «Батьківщина» | Великоблаговіщенський дитячий садок «Сонечко», помічник вихователя |
| 16                                                      | Грязнова Тетяна Миколаївна       | 02.11.2010            | вища    | член Всеукраїнського об'єднання «Батьківщина» | Територіальний центр, соціальний працівник                         |
| Самовисування                                           |                                  |                       |         |                                               |                                                                    |
| 7                                                       | Власюк Світлана Миколаївна       | 02.11.2010            | вища    | член Партії регіонів                          | Великоблаговіщенська сільська рада, секретар                       |
| 10                                                      | Смаль Іван Данилович             | 14.11.2010            | середня | член Комуністичної партії України             | ТОВ "Торговий дім"Україна", начальник охорони водопостачання       |

## Населення
Згідно з переписом УРСР 1989 року чисельність наявного населення сільської ради становила 1481 особа, з яких 693 чоловіки та 788 жінок.
За переписом населення України 2001 року в сільській раді мешкало 1298 осіб.

### Мова
Розподіл населення за рідною мовою за даними перепису 2001 року:
| Мова       | Відсоток |
| ---------- | -------- |
| українська | 91,83 %  |
| російська  | 5,57 %   |
| молдовська | 1,22 %   |
| білоруська | 1,15 %   |
| інші       | 0,23 %   |